# Silene eviscosa
Silene eviscosa är en nejlikväxtart som beskrevs av O.N. Bondarenko och Vvedenskii. Silene eviscosa ingår i släktet glimmar, och familjen nejlikväxter. Inga underarter finns listade i Catalogue of Life.